# 大问题：简明哲学导论
《大问题：简明哲学导论》（英語：The Big Questions: A Short Introduction to Philosophy）是由美国哲学家罗伯特·所罗门和凯恩琳·希金斯所写的教科书。本书原版由圣智学习（Cengage Learning）出版公司出版。该书的中文版由广西师范大学出版社发行，张卜天翻译。该书通过由在哲学上的大问题来组织材料的，不同于传统的哲学史按照时间顺序来罗列哲学家的一系列观点。比如生活的意义、上帝，真理等。此书主要介绍的是西方哲学史，而对于非西方哲学只有约四十页的介绍。相对于其他哲学史丛书，这本书较深入浅出。在每一章节开头作者都会向读者提出一定的问题，到章节末，则也会有“篇末问题”。